# Rothwaldbahn
| Rothwaldbahn                                                           | Rothwaldbahn        |
| ---------------------------------------------------------------------- | ------------------- |
| Lowry der Rothwald- und Langau-Eisenbahn sowie Detail des Zapfenlagers |                     |
| Streckenverlauf                                                        |                     |
| Streckenlänge:                                                         | 7,4 km              |
| Spurweite:                                                             | 1000 mm (Meterspur) |
| Maximale Neigung:                                                      | 43 ‰                |
|                                                                        |                     |

Die Rothwaldbahn war eine 7,4 km lange Meterspur-Waldbahn mit metallbeschlagenen hölzernen Schienen in den Niederösterreichischen Kalkalpen, südöstlich des Dürrenstein-Massivs. Sie wurde unter dem damaligen Grundeigentümer Festetics (Domäne Gaming) von 1854 bis 1856 im östlichen Rothwald verlegt und bis 1868 als Pferdebahn betrieben.

## Geschichte
Die Rothwaldbahn hatte die Aufgabe, das in entfernteren und zur Salza in die Steiermark entwässernden Teilen des Rothwaldes geschlagene Holz zu dem an der Weißen Ois, dem Oberlauf der Ybbs, gelegenen Floßsee, der Oisklause (ehemals Grazer Klause), zu führen. Anfangs, als das Holz noch in Beständen in der Nähe der Klause geschlagen wurde, genügten die gewöhnlichen Transportmittel, um es mit mäßigen Kosten bis zur Klause zu schaffen. Sobald sich die Schläge aber immer weiter von der Klause gegen die Transportrichtung entfernten und so durch die kostspielige Bringung die Rentabilität der weiteren Ausnutzung des Rothwaldes in Frage gestellt wurde, wurden neue Mittel erforderlich, um den Transport bis zur Klause in einer effektiveren Weise zu ermöglichen.

## Streckenverlauf
Die Länge der Bahn von der Oisklause bis zum hinteren Teil des Rothwaldes betrug 7390 Meter. Die ausschließlich bergauf führende Strecke verlief von der Oisklause nach Südwesten durch den Trog und über den Bärenrisssattel (Wasserscheide zwischen Ybbs und Salza) nordwestwärts, über den Goldbach und entlang der Jagdhausstraße schließlich östlich am Kleinen Urwald vorbei über zwei Zuläufe des Moderbachs, wo eine Forststraße heute noch Alte Bahn heißt.

## Oberbau

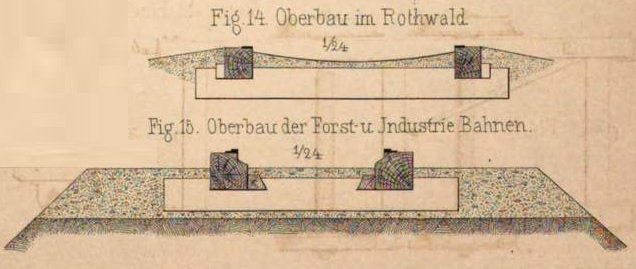
Oberbau im Rothwald sowie Oberbau der Forst und Industrie-Bahnen

Der Oberbau der Bahn bestand aus Holzschwellen und mit Metallschienen beschlagenen hölzernen Langschwellen. Die Spurweite betrug 1000 mm. Die Flachschienen von 40 Millimeter Breite und 12 Millimeter Höhe hatten bei einer Länge von 1 bis 3,7 Metern ein Gewicht von ca. 4 Kilogramm pro Meter und kosteten in den Jahren 1854 bis 1856 ab Fabrik A. Töpper in Scheibbs 500 Mark pro Tonne (25 Mark pro Zentner).
Jede dieser Schienen war durch 4 Nägel mit in den Flachschienen eingesenkten Köpfen auf den Langschwellen befestigt. Die Nägel kosteten 42 Pfennig das Hundert, bei einem Gewicht von 2 ½ Kilogramm.
Die Langschwellen waren quadratisch behauene Balken von 140 × 140 mm und einer durchschnittlichen Länge von 5,25 Metern. Diese Langschwellen ruhten auf Querschwellen, in die sie eingeschoben wurden. Die genaue Einstellung der Spurweite wurde durch Holzkeile erreicht. Die Querschwellen waren in einem Schotterbett eingebettet.
Das Maximum der Steigung betrug 42 ‰, diese Steigung wurde jedoch nur von leeren Wagen aufwärts befahren, und zwar in einer Länge von 1517 Metern. Der übrige Teil der Bahn, über den die beladenen Waggons abwärts zu rollen hatten, hatte eine Steigung von 4,3 ‰. Der Bau wurde durch die Schwierigkeiten des Terrains, das bedeutende Bahndämme und Einstiche erforderte, sehr teuer.

## Wagen

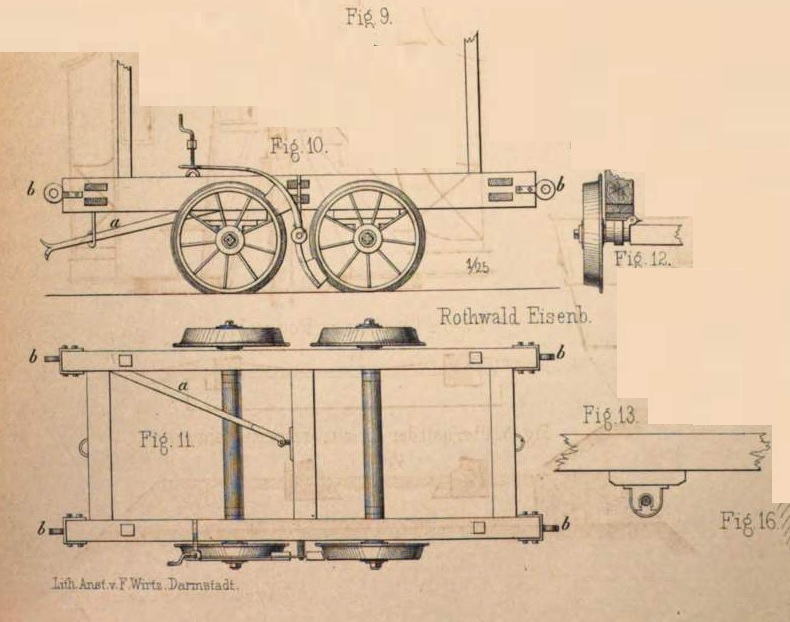
Eisenbahn im Rothwald auf der ab 1875 A. v. Rothschild’schen Domäne Gaming

Die Eisenbahnwagen waren nur für schwach gekrümmte Bögen gebaut. Die Schmierbüchse des Achslagers war mit einem Scharnierdeckel verschlossen. Die Lagerschale war bei einigen Wagen aus Weißmetall, bei anderen aus Gusseisen hergestellt. Die ganze Einrichtung war einfach gehalten.
Das Gewicht eines leeren Wagens betrug 350–400 kg (7–8 Zentner). Die Wagen wurden mit Ketten über Ringe aneinandergekuppelt. Die Ringe nahmen auch die Ziehkette für das vorzuspannende Pferd auf.
Die Bremsvorrichtung hatte zwei Fixpunkte und wurde mit einer Kurbel sehr einfach bedient, wobei der Kopf einer senkrechten Schraube einen S-förmigen Hebel in seinem oberen Teil abwärts presste. Die Verbindung zwischen dem Hebel und dem Kopf der Schraube war so, dass der Kopf der Schraube nicht entfernt, sondern nur seitlich verschoben werden konnte.
Bei nassem Wetter, bei Schnee und bei Glatteis genügten die Bremsen nicht, und der Kondukteur half sich, indem er einen Prügel zwischen die Radspeichen des rückwärtigen Wagens und den Wagenrahmen schob, worunter die Wagen allerdings sehr litten.
Ein Sperrhebel, der während der Fahrt in einen Haken gehängt war, arretierte den Wagen auf schiefer Ebene. Er konnte auf der abwärts geneigten Seite des Wagens heruntergelassen werden. Bei einer Abwärtsbewegung bohrte sich die Stange in die Erde und hielt so den Wagen. Diese Vorrichtung wurde „Haber“ genannt.

## Betrieb
Die Eisenbahn ermöglichte den Transport von Holz aus dem Waldgebiet, in dem es wuchs, zu einer Stelle, von der aus es durch eine Trift weiterbefördert werden konnte. 
Das mit den gewöhnlichen Transportmitteln zur Bahn geschaffte Holz wurde auf die bereitstehenden Wagen verladen, von denen je zwei zusammengekuppelt von einem Pferd gezogen wurden. Vom Aufladeplatz gingen immer mehrere Züge (zu je zwei Wagen) auf einmal ab. Als Zugpersonal reichte jeweils ein Mann. Am Ende der Bahn wurde das Holz am Abladeplatz abgeladen und über die Rutschen direkt in das Flussbett oberhalb der Klause geworfen. Nach dem Abladen wurden je 4 Wagen zusammengekuppelt und zum anderen Ende der Bahn befördert. Die Ladung für je zwei von einem Pferd gezogene Wagen betrug 18 ¼ Kubikmeter (3 Kubikklafter) waldtrockenes Holz, vorwiegend Tannen- und Fichten-, seltener Buchenholz.
Die Wagenlast von ca. 7,5 t (150 Zentner) konnte von einem Pferd ohne zu große Anstrengung bewältigt werden, da die Bahn ein ziemlich gleichmäßiges Gefälle hatte. Für das Aufladen wurden je Klafter 20 Pfennig gezahlt, das Abladen wurde vom Begleiterpersonal ohne Entgelt besorgt. Die ganze Bahnstrecke konnte an einem Arbeitstag dreimal zurückgelegt werden, sodass das von einem Pferd beförderte Holzquantum pro Tag 50 bis 60 Kubikmeter (7 ½ bis 9 Kubikklafter) war.
Die Trocknung und der Transport des Brennholzes vom Rothwald bis Wien benötigte etwa 2 Jahre. Dabei wurde folgende Transportkette durchlaufen:
- Rothwaldbahn vom Nordostrand des Großen Urwalds zur Oisklause
- Trift auf der Ois von der Oisklause nach Langau
- Waldbahn Langau–Lackenhof (4,7 km)
- Im Sommer mit Pferdefuhrwerken und im Winter mit Pferdeschlitten sowie an Steilstrecken über Holzriesen zu einer Klause im Nestelberggraben und von dort in die Erlauf bei den Tormäuern
- Trift auf der Erlauf zur Donau bei Pöchlarn
- Holzplätten auf der Donau von Pöchlarn nach Wien[1]

Etwas oberhalb der Oisklause erinnert an der Abzweigung zur Amaißhöhe ein Marterl, das einen von Pferden gezogenen Zug mit beladenen Wagen zeigt, an einen tödlichen Betriebsunfall im Jahr 1861. Auf dem Marterl findet sich folgende Inschrift: „Zur Erinnerung: Im Jahre [1861] derselben 30. Mai stürzte der Bremser vom fahrenden Bahnzug und verunglückte tödlich im 37. Lebensjahre.“
1867/1868 wurde der Betrieb der Rothwaldbahn wegen Unrentabilität eingestellt.